# Anoplodactylus coxalis
Anoplodactylus coxalis is een zeespin uit de familie Phoxichilidiidae. De soort behoort tot het geslacht Anoplodactylus. Anoplodactylus coxalis werd in 1968 voor het eerst wetenschappelijk beschreven door Stock. 